# Sequel (werk)
Een sequel of vervolg is een werk (boek, film of andere creatie zoals een musical of computerspel) waarvan het verhaal zich chronologisch afspeelt na een eerder verschenen ander werk.
De eerste filmsequel ooit gemaakt is The Fall of a Nation van Thomas Dixon jr. uit 1916, een vervolg op Birth of a Nation uit 1915.

## Vertrouwde en nieuwe elementen
Personages en settings worden in de meeste gevallen overgenomen en keren steeds terug. Soms kan een vervolg zich dermate veel later na het origineel afspelen dat bijvoorbeeld de kinderen of nog verdere nakomelingen van de personages uit het originele deel centraal staan.
Een sequel is een vorm van artistieke imitatie, die ook weleens omschreven wordt als 'herhaling met variatie'. Sequels zijn populair onder filmmakers, schrijvers en producenten omdat het economisch interessanter is in te spelen op een verhaal en personages waarvan reeds bewezen is dat ze populair zijn bij een groot publiek ten opzichte van een compleet nieuw verhaal waarbij je moet afwachten of het een succes wordt. Men gaat ervan uit dat dat ‘wat voordien reeds gewerkt heeft, wel opnieuw zal werken’. Een nadeel is alleen dat lezers/kijkers erg hoge verwachtingen kunnen hebben van een vervolg omdat ze onder de indruk waren van het originele deel, waardoor het vervolg soms tegenvalt. Een sequel is niet altijd gepland, maar er kan besloten worden om een vervolg te maken als het originele boek/film een succes blijkt. Het is dan ook belangrijk om een goede combinatie te vinden tussen vertrouwdheid en nieuwigheid bij de productie van culturele producten.

## Wetenschappelijke kritiek
Aanhangers van de ‘auteurstheorie’ hebben de gewoonte om in het geval van remakes, sequels, reboots etc. de film niet an sich te beschouwen, maar steeds te vergelijken met zijn voorganger, de original. Bijgevolg wordt er vaak gesuggereerd dat adaptaties – waaronder sequels en remakes – niet creatief, ondergeschikt, inferieur, subsidiair of bijkomstig én nooit zo goed als het origineel zijn. In het algemeen worden ze vaak beschouwd als ‘meer van hetzelfde’ of ‘déjà vus’, omdat ze terugkerende elementen bevatten en getuigen van weinig vernieuwing. Beschikbare academische literatuur veroordeelt de sequel dan ook dikwijls als een oplichting of plagiaat, fundamenteel inferieur, een filmisch virus of een ‘kannibalistisch aftreksel’ ontworpen om alle waarde uit een vorige productie te halen.
Toch zijn er enkele wetenschappelijke stemmen die beweren dat een sequel niet inherent slecht, minderwaardig of ‘meer van hetzelfde’ is, maar dat het de consument nieuwe perspectieven biedt op de personages.

## Aanverwanten
Een sequel is het tegenovergestelde van een prequel.
Een origineel werk (meestal boek of film) kan meerdere vervolgen en/of prequel(s) of zelfs spin-offs (zoals tv-series) krijgen en aldus zelfs uitgroeien tot mediafranchise in meerdere media, zoals afgeleide stripverhalen.